# Louise Lagrange

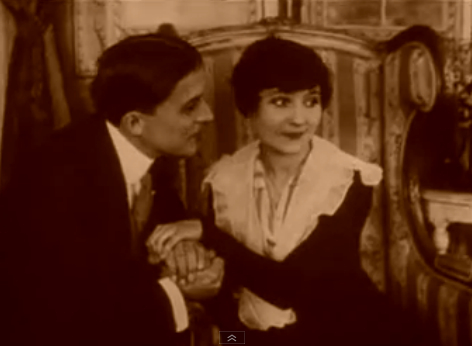
Les Vampires, amb Édouard Mathé

Louise Lagrange (19 d'agost de 1897- 28 de febrer de 1979) va ser una actriu cinematogràfica francesa, activa principalment en l'època del cinema mut.

## Biografia
El seu nom complet era Louise Marie Lagrange, i va néixer en Orà, Algèria.
Lagrange va desenvolupar principalment la seva carrera d'actriu en el cinema mut sota la direcció de Louis Feuillade i Georges Méliès. Va debutar als nou anys d'edat com la Ventafocs a Cendrillon ou la Pantoufle mystérieuse, paper que va reprendre en 1911 en una versió dirigida per Georges Méliès.
Entre els directors amb els quals va treballar figuren Albert Capellani, Léonce Perret i, sobretot, Louis Feuillade, amb el qual va rodar nombroses pel·lícules. Al serial Les Vampires va tenir el paper de la núvia, i més endavant esposa, del protagonista, Philippe Guérande. En 1924 va actuar en A sainted devil, film de Joseph Henabery que tenia com a protagonista a Rodolfo Valentino. La seva última interpretació va ser la de Jacqueline en la pel·lícula Judex 34.
Louise Lagrange va morir en París, França, en 1979, va estar casada amb el director Maurice Tourneur. Va ser germana de la també actriu Marthe Vinot i cunyada de l'actor Pierre Blanchar.

## Filmografia
- 1911: La dernière conquête de Don Juan, de Jean Durand
- 1911: L'orgie romaine, de Louis Feuillade
- 1911: Quand les feuilles tombent, de Louis Feuillade
- 1911: La suspicion, de Louis Feuillade
- 1912: Cendrillon ou la Pantoufle mystérieuse, de Georges Méliès
- 1912: Le maléfice, de Louis Feuillade
- 1912: La mort de Lucrèce, de Louis Feuillade
- 1914: Fantômas contre Fantômas, de Louis Feuillade
- 1914: Cadette, de Léon Poirier
- 1914: Le miracle d'amour (anónimo)
- 1914: Severo Torelli, de Louis Feuillade
- 1914: Les fiancés de 1914, de Louis Feuillade
- 1914: La neuvaine, de Louis Feuillade
- 1914: Le roman de la midinette, de Louis Feuillade
- 1915: Autour d'une bague, de Gaston Ravel
- 1915: La barrière, de Gaston Ravel
- 1915: L'Ombre de la mort, de Louis Feuillade
- 1915: Celui qui reste, de Louis Feuillade
- 1915: Madame Fleur de Neige, de Gaston Ravel
- 1915: Les Vampires: L'homme des poisons (episodi 9), de Louis Feuillade
- 1915: Les Vampires: Les noces sanglantes (episodi 10), de Louis Feuillade
- 1916: Le malheur qui passe, de Louis Feuillade
- 1916: Le Prix du pardon, de Louis Feuillade
- 1916: Un mariage de raison, de Louis Feuillade
- 1916: Le Noël du poilu, de Louis Feuillade
- 1917: Mères françaises, de Louis Mercanton i René Hervil
- 1917: Le Torrent, de Louis Mercanton i René Hervil
- 1917: L'escapade de l'ingénue, de Gaston Ravel
- 1918: La maison d'argile, de Gaston Ravel
- 1919: L'héritage, de Jacques de Baroncelli
- 1919: Intrigue et jalousie (anònim)
- 1922: Mimi Trottin, de Henri Andréani
- 1922: A sainted devil, de Joseph Henabery
- 1924: The side show of life, de Herbert Brenon
- 1924: Shadows of Paris, de Herbert Brenon
- 1926: La Femme nue, de Léonce Perret
- 1927: Dans l'ombre du harem, de Léon Mathot i André Liabel
- 1928: La Danseuse Orchidée, de Léonce Perret
- 1928: La Marche nuptiale, de André Hugon
- 1928: La nuit est à nous, de Roger Lion
- 1928: Le Ruisseau, de René Hervil
- 1930: Le défenseur, de Alexandre Ryder
- 1930: Ruines, de Edouard Elding
- 1930: Une femme a menti, de Charles de Rochefort
- 1930: Ça aussi c'est Paris, de Antoine Mourre
- 1931: Der kleine seitens prung, de Reinhold Schünzel i Henri Chomette
- 1932: La Chauve-Souris, de Pierre Billon i Carl Lamac
- 1933: Judex 34, de Maurice Champreux
- 1933: Obsession o L'Homme mystérieux, de Maurice Tourneur
- 1946: Les trois cousines, de Jacques Daniel-Norman
- 1949: La Cage aux filles, de Maurice Cloche
- 1951: Adhémar ou le Jouet de la fatalité, de Fernandel